# 墨西哥蒙特雷聖殿
墨西哥蒙特雷聖殿是耶稣基督后期圣徒教会的第110聖殿。
墨西哥蒙特雷聖殿是在墨西哥建造的第12座耶穌基督後期聖徒教會聖殿。它為蒙特雷市和墨西哥东北部的91,000多名教會会员提供服务。在建造圣殿之前，成员必须旅行长达25小时并穿越美墨边境，才能在教會的亚利桑那州梅萨聖殿参加讲西班牙语的聚會。

## 歷史
由于当地教會反對者對為聖殿选择的原址的反對，聖殿宣布后五年没有破土动工。尽管教會赢得了为期三年的法律诉讼，但當地官员们还是决定搬迁聖殿遗址以安抚遺址的邻居。新的聖殿遗址位于蒙特雷的瓦胡科郊區，沿着国道。聖殿的建设于2000年11月4日开始。
聖殿奉献前有两周的开放日讓大约40,000人參觀聖殿。与会者包括商界、政府、公民领袖和其他宗教信仰的官员。2002年4月28日，當時教會總會會長戈登·興格萊奉献了墨西哥蒙特雷圣殿，这是興格萊會長奉献的第75座聖殿。
墨西哥蒙特雷聖殿具有经典的现代设计，带有单尖顶。外部饰有白色花岗岩。它的总面积为16,498平方英尺（1,532.7平方），两个教儀室和两个印證室。
2020 年，墨西哥蒙特雷聖殿因冠状病毒大流行而关闭。

## 外部鏈接
- 官方蒙特雷墨西哥神庙页面 （页面存档备份，存于）
- ChurchofJesusChristTemples.org 上的蒙特雷墨西哥神庙 （页面存档备份，存于）

1. ↑  Stack, Peggy Fletcher. "All Latter-day Saint temples to close due to coronavirus" （页面存档备份，存于）, The Salt Lake Tribune, 26 March 2020. Retrieved on 28 March 2020.